# (5853) 1992 QG
Az (5853) 1992 QG a Naprendszer kisbolygóövében található aszteroida. Ueda és Kaneda fedezte fel 1992. augusztus 26-án.